# 西南隅街道
西南隅街道，是中华人民共和国河南省洛陽市老城区下辖的一个乡镇级行政单位。

## 行政区划
西南隅街道下辖以下地区：
农校街社区和公园巷社区。